# Kristian von Bengtson

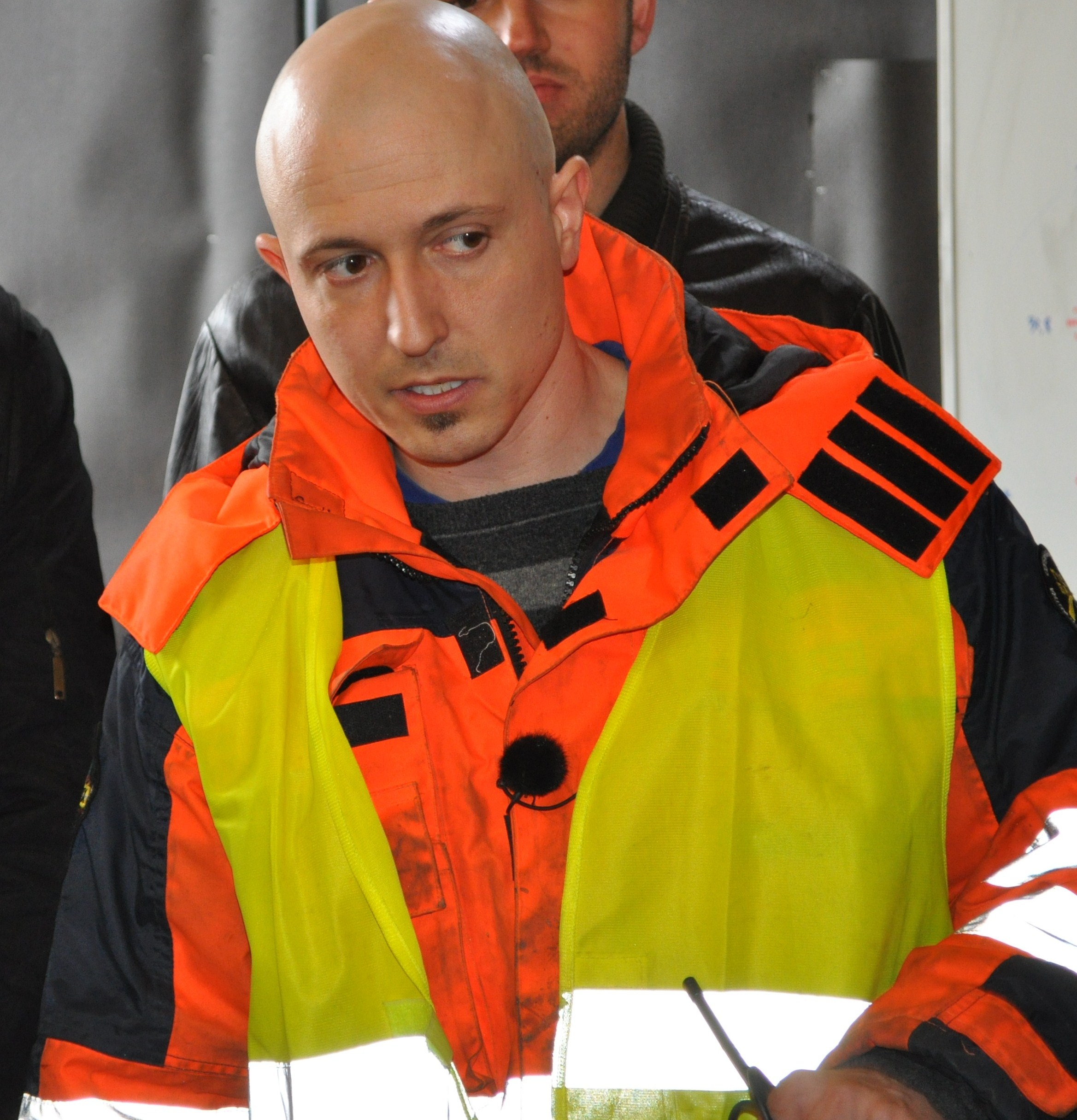
Kristian von Bengtson, Mai 2010

Kristian von Bengtson (* 1974) ist ein dänischer Architekt. Er hat sich mit seiner Firma MOTHER auf den Bereich der bemannten Raumfahrt spezialisiert. Kristian von Bengtson lebt in Kopenhagen und ist verheiratet mit der Regisseurin Karla von Bengtson.

## Vorbildung
Kristian von Bengtson hat seinen Master of Architecture im Jahr 2001 an der Königlich Dänischen Kunstakademie in Kopenhagen abgeschlossen. Seinen Master of Science in Space Studies hat er im Jahr 2006 an der privaten Universität International Space University im elsässischen Illkirch-Graffenstaden abgelegt.

## Projektbeteiligungen
2003 war er Mitbegründer von SpaceArch.com und der Design-Firma Goodmorning Technology Limited. 2004 arbeitete er u. a. für die Space & the Arts conference der ESA. 2005 war er u. a. am „Moon & Habitat Workshop“ der ESA/ESTEC beteiligt. 2006 und 2008 arbeitete er für die NASA. Hier arbeitete er u. a. am „Human Design Interface Handbook“ und war an Studien für das Constellation-Programm beteiligt.
Er gründete im Jahr 2008 zusammen mit dem dänischen Konstrukteur Peter Madsen den Verein Copenhagen Suborbitals. Dort war er bis zu seinem Ausscheiden im Februar 2014 verantwortlich für das Design und die Produktion des MSC (= micro spacecraft) Tycho Brahe-1 und weiteren Raumkapseln.
Im Jahr 2013 startete er das Projekt Objective Europa. Es bietet eine Plattform für Forschungsarbeiten, um einen bemannten Flug zum Jupitermond Europa möglich zu machen.
Seit 2014 ist er im Auftrag von Mars One an dem Design des Simulation Outpost Alpha von Mars One beteiligt.
Er ist Mitgründer und technischer Leiter des Raumfahrtunternehmens Orbex.

## Auszeichnungen
Kristian von Bengtson und Peter Madsen wurden für ihre Arbeit mit dem dänischen Heinrich-Preis 2010 ausgezeichnet.